# Веселе (Савинська селищна громада)
Веселе —  селище в Україні, в Ізюмському районі Харківської області. Населення становить 813 осіб. До 2020 орган місцевого самоврядування — Веселівська сільська рада.

## Історія
12 червня 2020 року, відповідно до Розпорядження Кабінету Міністрів України  № 725-р «Про визначення адміністративних центрів та затвердження територій територіальних громад Харківської області», увійшло до складу Савинської селищної територіальної громади.
19 липня 2020 року, в результаті адміністративно-територіальної реформи та ліквідації Балаклійського району, селище увійшло до складу новоутвореного Ізюмського району.

## Населення

### Мова
Розподіл населення за рідною мовою за даними перепису 2001 року:
| Мова       | Кількість | Відсоток |
| ---------- | --------- | -------- |
| українська | 762       | 93.73%   |
| російська  | 49        | 6.03%    |
| вірменська | 1         | 0.12%    |
| румунська  | 1         | 0.12%    |
| Усього     | 813       | 100%     |

## Географія
Селище Веселе примикає до населеного пункту Іванчуківка. Поруч знаходиться залізнична станція Закомельська. Поблизу проходять автомобільна дорога E40 і М03.